# Лионел Босис
Лионел Босис (фр. Lionel Beauxis; 24. октобар 1985) професионални је рагбиста и француски репрезентативац.

## Каријера

### Клупска каријера
Пре Бордоа овај отварач је играо за По, Стад Франс и Тулуз. Два пута је освојио титулу првака Француске, једном са Стад Франсом и једном са Тулузом. Због повреде леђа пропустио је целу сезону 2008.

### Репрезентација Француске
За репрезентацију Француске дебитовао је против Италије у купу шест нација 2007. Био је део селекције Француске на светском првенству исте године. Играо је на свим утакмицама и то против Аргентине, Енглеске, Грузије, Намибије, Ирске и Новог Зеланда. За "галске петлове" је до сада одиграо 20 утакмица и постигао 125 поена. Са Француском је освојио једну титулу првака Старог континента. 

## Успеси
Титула првака Француске са Стад Франсом 2007.
Титула првака Француске са Тулузом 2012.
Куп шест нација са Француском 2007.